# ماكس غولدستاين
ماكس غولدستاين هو سياسي روماني، ولد في 1898 في بيرلاد في رومانيا، وتوفي في 1924 في Telega, Prahova ‏ في رومانيا. نشط حزبياً في الحزب الشيوعي الروماني.